# Jeremy Hackett
Jeremy Hackett je britský módní návrhář a manažer proslulý především svou společností preferující tradiční britskou módu, Hackett London.

## Životopis
Hackett vyrůstal ve městě Clifton, Bristol. Poté, co opustil v 17 letech školu začal pracovat na plný úvazek v místním obchodě s módou pro muže. Během roku se odstěhoval do Londýna a pracoval v proslulé King's Road než přijal práci jako prodejce v obchodě krejčího na Savile Row. Při práci nakupoval a prodával použité oblečení nakoupené na londýnských pouličních tržištích. Díky tomu se potkal s Ashley Lloyd-Jenningsem, který s ním sdílel podobný módní vkus. Společně pak otevřeli první obchod společnosti Hackett na King's Road v Londýně.

## Současnost
Jeremy Hackett si brzy získal uznání v otázkách pánské módy, obzvláště té klasické.
V roce 2007 vydal knihu 'Mr. Classic' - zábavná, pronikavá kritika mužského způsobu oblékání. Kniha se setkala s vřelým přijetím. Časopis Men’s Health uvedl: „Pro muže roku 2008, který ví, že ďábel tkví v detailu, je tato kniha nenahraditelná“, módní blog The Luxist ji prohlásil za „nezbytnost pro kohokoliv, kdo bere eleganci v oblékání vážně.“ 